# 陳伯謀
陳 伯謀（ちん はくぼう、生年不詳 - 583年）は、南朝陳の皇族。桂陽王。文帝陳蒨の十三男。字は深之。

## 経歴
陳蒨と孔貴妃のあいだの子として生まれた。光大2年（568年）7月、桂陽王に封じられた。太建7年（575年）、明威将軍となり、佐史を置いた。まもなく信威将軍・丹陽尹となった。太建10年（578年）、侍中の位を加えられた。持節・都督呉興諸軍事・東中郎将・呉興郡太守として出向した。太建11年（579年）、散騎常侍の位を加えられた。至徳元年（583年）、死去した。
子の陳酆が後を嗣ぎ、隋の大業年間に番禾県令となった。

## 伝記資料
- 『陳書』巻28 列伝第22
- 『南史』巻65 列伝第55